# Fernando Márquez de la Plata Encalada
Fernando Márquez de la Plata y Calvo de Encalada (Lima, 1792 - Santiago de Chile, 5 de agosto de 1863) fue un político y militar peruano-chileno.

## Primeros años de vida
Era hijo del español independentista Fernando Márquez de la Plata, miembro de la Primera Junta de Gobierno, y de María Antonia Calvo de Encalada. Siguió la causa independentista y abrazó la carrera de las armas. Se casó con Carmen Guzmán Fontecilla y tuvieron ocho hijos.

## Carrera militar
Fue voluntario del regimiento de Granaderos de Infantería y estuvo en la plaza de Santiago en el motín de Figueroa (1 de abril de 1811) y contribuyó a sofocarlo. En 1812 era capitán y fue enviado a Valparaíso, en previsión de un desembarco de fuerzas realistas. El 29 de marzo de 1814 luchó en el desastre de Cancha Rayada bajo las órdenes de su pariente, el coronel Manuel Blanco Encalada. Se batió después en Rancagua y siguió en la caravana de la emigración. En la ciudad de Mendoza (Argentina), pasó a formar parte del Ejército de Los Andes del general José de San Martín.
Regresó a Chile para triunfar en la batalla de Chacabuco (12 de febrero de 1817) junto al Ejército de Los Andes. Alcanzó el grado de teniente coronel y se retiró de las filas.

## Carrera política
En 1823, siendo mayor de la plaza de Santiago, tuvo importante participación en la reunión del Consulado del 28 de enero, con motivo de la abdicación del director supremo Bernardo O’Higgins.
Fue intendente de la provincia de Aconcagua, gobernador del departamento de Caupolicán y director del Instituto de Caridad Evangélica.
en 1831 fue elegido diputado por Curicó e integró en este período la Comisión Permanente de Legislación y Justicia, en la de Guerra y Marina, en la Eclesiástica y en la de Educación y Beneficencia.
En 1834 fue reelegido diputado por Curicó.
En 1837 resultó elegido por el departamento de Caupolicán, y reelecto en 1840. Dejó el Congreso y volvió a representar a Caupolicán en 1849, integrando en estos períodos las Comisiones Permanentes de Negocios Eclesiásticos y de Elecciones, y la Calificadora de Peticiones.
Posteriormente se retiró de la vida política, pasando a dedicarse a su familia, en una hacienda en el sector oriente de la capital.